# 2. september
2. september je 245. dan leta (246. v prestopnih letih) v gregorijanskem koledarju. Ostaja še 120 dni.

## Dogodki
- 31 pr. n. št. – bitka pri Akciju med Oktavijanom in Markom Antonijem
- 1192 – konča se tretja križarska vojna
- 1598 – Boris Godunov postane ruski car
- 1666 – v Londonu izbruhne katastrofalen požar
- 1870 – v bitki pri Sedanu Prusi zajamejo in izženejo francoskega cesarja Napoleona III.
- 1872 – na 5. kongresu prve internacionale v Haagu sprejmejo sklep o preselitvi Generalnega sveta v ZDA
- 1939 – v Švici izvolijo Henrija Guisana za vrhovnega poveljnika švicarskih oboroženih sil
- 1940 – francoska pacifiška ozemlja se pridružijo Svobodni Franciji
- 1944 – ameriški finančni minister Henry Morgenthau objavi načrt o povojni ureditvi Nemčije
- 1945:
  - podpisana japonska kapitulacija
  - Bao Dai odstopi, Ho Ši Minh razglasi neodvisno republiko Vietnam
- 1996 – filipinska vlada podpiše mirovni sporazum z muslimanskimi uporniki na otoku Mindanao

## Rojstva
- 1054 – Sukdžong, 15. korejski kralj dinastije Gorjo († 1105)
- 1243 – Gilbert de Clare, angleški plemič, 7. grof Gloucester, 6. grof Hertford, izobčenec († 1295)
- 1661 – Georg Böhm, nemški skladatelj in organist († 1733)
- 1763 – Caroline Schelling, nemška pisateljica († 1809)
- 1796 – Ferdinand Alphonse Hamelin, francoski mornariški častnik († 1864)
- 1814 – Ernst Curtius, nemški arheolog, zgodovinar († 1896)
- 1819 – Matej Cigale, slovenski jezikoslovec († 1889)
- 1838 – Liliuokalani, zadnja havajska kraljica († 1917)
- 1840 – Giovanni Verga, italijanski pisatelj († 1922)
- 1847 – knez Franz Anton zu Thun und Hohenstein, avstrijski politik († 1916)
- 1850 – Woldemar Voigt, nemški fizik († 1919)
- 1853 – Wilhelm Ostwald, nemški kemik, nobelovec 1909 († 1932)
- 1878 – Maurice René Fréchet, francoski matematik († 1973)
- 1878 – Werner von Blomberg, nemški feldmaršal († 1946)
- 1894 – Joseph Roth, avstrijski pisatelj, novinar judovskega rodu († 1939)
- 1908 – Valentin Petrovič Gluško, ruski raketni inženir († 1989)
- 1923 – René Thom, francoski matematik († 2002)
- 1924 – Daniel arap Moi, kenijski politik
- 1936 – Karel Krajcar, slovenski porabski učitelj in zbiralec
- 1936 – Andrew Grove, madžarsko-ameriški inženir, kemik, poslovnež
- 1948 – Sharon Christa McAuliffe, ameriška učiteljica, astronavtka († 1986)
- 1952 – Jimmy Connors, ameriški tenisač
- 1961 – Carlos Valderrama, kolumbijski nogometaš
- 1964 – Keanu Reeves, kanadski filmski igralec
- 1966 – Olivier Panis, francoski avtomobilistični dirkač
- 1971 – Kjetil André Aamodt, norveški alpski smučar
- 1980 – Boštjan Udovič, slovenski politolog in ekonomist
- 1989 – Alexandre Pato, brazilski nogometaš

## Smrti
- 1031 – Emerik, madžarski princ, svetnik
- 1083 – Mundžong, 11. korejski kralj dinastije Gorjeo (* 1019)
- 1106 – Jusuf ibn Tašfin, almoravidski sultan (* 1061)
- 1179 – Taira Šigemori, japonski bojevnik (* 1138)
- 1274 – Munetaka, japonski princ, 6. šogun (* 1242)
- 1332 – Tug Temur/cesar Wenzong, mongolski vrhovni kan, kitajski cesar dinastije Yuan (* 1304)
- 1397 – Francesco Landini, italijanski (florentinski) skladatelj, organist, orglár (* 1325)
- 1651 – Kösem Sultan, turška sultanka (* 1585)
- 1652 – José de Ribera lo Spagnoletto, španski slikar (* 1591)
- 1746 – Jean-Baptiste Colbert de Torcy, francoski diplomat (* 1665)
- 1764 – Nathaniel Bliss, angleški duhovnik, astronom (* 1700)
- 1832 – baron Franz Xaver von Zach, nemški astronom (* 1754)
- 1834 – Thomas Telford, škotski arhitekt, gradbenik (* 1757)
- 1851 – Matija Vertovec, slovenski duhovnik, vinogradnik (* 1784)
- 1865 – sir William Rowan Hamilton, irski matematik, fizik, astronom (* 1805)
- 1910 – Henri Julien Felix Rousseau, francoski slikar (* 1844)
- 1937 – Pierre de Coubertin, francoski pedagog, zgodovinar, začetnik sodobnih Olimpijskih iger (* 1863)
- 1967 – Ilse Koch, nemška nacistka (* 1906)
- 1972 – Cene Vipotnik, slovenski pesnik (* 1914)
- 1973 – John Ronald Reuel Tolkien, angleški pisatelj (* 1892)
- 1992 – Barbara McClintock, ameriška genetičarka, nobelovka 1983 (* 1902)
- 1997 – Viktor Frankl, avstrijski nevrolog in psihiater (* 1905)
- 2001 – Christiaan Neethling Barnard, južnoafriški kirurg (* 1922)